# Aaron Yoo
Aaron Yoo (East Brunswick, 12 maggio 1979) è un attore statunitense.

## Biografia
Nato nel New Jersey da una famiglia sudcoreana, si è laureato in teatro alla University of Pennsylvania. Inizia la sua carriera recitando in diverse produzioni off-Broadway, prima di approdare al cinema lavora per il piccolo schermo, comparendo in Law & Order: Unità Speciale e The Bedford Diaries.
Dopo aver lavorato in un paio di film indipendenti, inizia a farsi conoscere grazie al ruolo di Ronnie, il migliore amico di Kale (Shia LaBeouf), in Disturbia, l'anno seguente prende parte a Fa' la cosa sbagliata e recita al fianco di Jim Sturgess, Kevin Spacey e Kate Bosworth in 21.
Nel 2008 recita nella commedia romantica Nick & Norah - Tutto accadde in una notte, con Michael Cera e Kat Dennings.
Sostituendo all'ultimo minuto l'attore David Blue, nel 2009 ottiene una parte nell'horror Venerdì 13 di Marcus Nispel, successivamente recita nel thriller fantascientifico Gamer con Gerard Butler.
Nel 2012 recita nella commedia She Wants Me, al fianco di Hilary Duff, Johnny Messner, Josh Gad e Charlie Sheen.
Nel 2013 interpreta Russell Kwon in The Tomorrow People.

## Filmografia parziale

### Cinema
- Rocket Science, regia di Jeffrey Blitz (2007)
- American Pastime, regia di Desmond Nakano (2007)
- Disturbia, regia di D.J. Caruso (2007)
- 21, regia di Robert Luketic (2008)
- Fa' la cosa sbagliata (The Wackness), regia di Jonathan Levine (2008)
- Nick & Norah - Tutto accadde in una notte (Nick and Norah's Infinite Playlist), regia di Peter Sollett (2008)
- Venerdì 13 (Friday the 13th), regia di Marcus Nispel (2009)
- Gamer, regia di Mark Neveldine e Brian Taylor (2009)
- Incinta o... quasi (Labor Pains), regia di Lara Shapiro (2009)
- The Good Guy, regia di Julio DePietro (2009)
- Nightmare (A Nightmare on Elm Street), regia di Samuel Bayer (2010) - Non accreditato
- 10 Years, regia di Jamie Linden (2011)
- Demonic, regia di Will Canon (2015)
- Money Monster - L'altra faccia del denaro (Money Monster), regia di Jodie Foster (2016)
- Killing Gunther, regia di Taran Killam (2017)

### Televisione
- The Tomorrow People – serie TV, 22 episodi (2013)
- StartUp – serie TV, 10 episodi (2016-2017)
- Evil – serie TV, episodio 3x08 (2022)

## Doppiatori italiani
Nelle versioni in italiano delle opere in cui ha recitato, Aaron Yoo è stato doppiato da:
- Simone Crisari in Venerdì 13
- Daniele Raffaeli in The Closer
- Francesco De Francesco in Money Monster - L'altra faccia del denaro
- Andrea Mete in Disturbia
- Alessio Puccio in Nick & Norah - Tutto accadde in una notte
- Emiliano Coltorti in Hawaii Five-0
- Alessandro Parise in Criminal Minds: Evolution